# Kunmingia
Kunmingia is een geslacht van weekdieren uit de klasse van de Gastropoda (slakken).

## Soort
- Kunmingia kunmingensis (Liu, Wang & Zhang, 1980)